# 진진 (촉한)

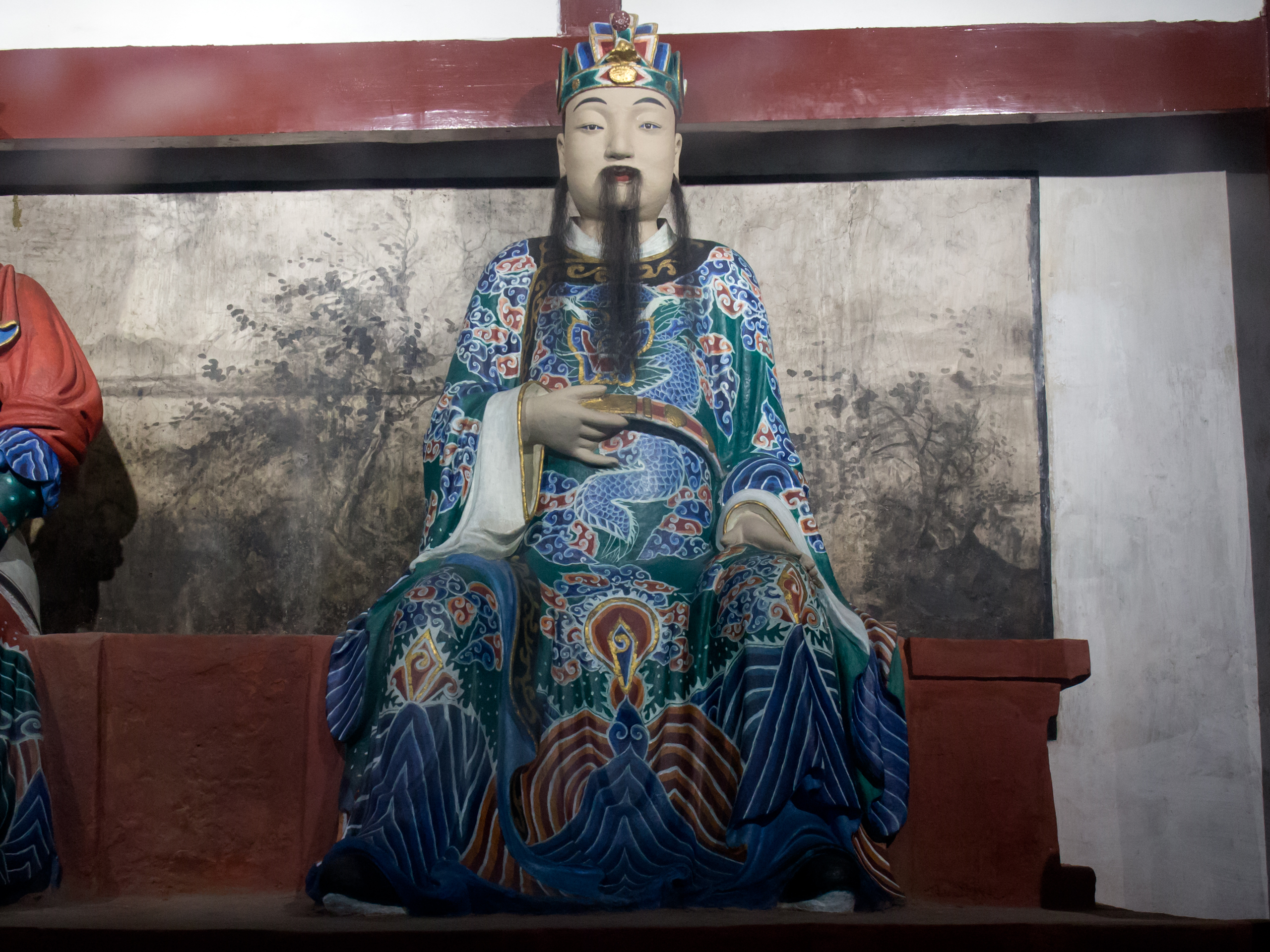

진진(陳震, ? ~ 235년)은 중국 후한 말기 ~ 촉한의 관료로, 자는 효기(孝起)이며, 남양군 사람이다. 주로 외교면에서 활약했다.

## 생애
유비가 형주목을 겸임할 때 초빙을 받아 종사로써 각 군을 다스렸다. 유비를 따라 촉으로 들어갔고, 촉이 평정되자 촉군의 북부도위가 되었다. 촉군이 이후 지명이 바뀌면서, 문산태수가 되었고, 전임되어 건위태수가 되었다.
건흥 원년(225년), 상서, 상서령이 되었으며 이 해에 오에 사신으로 갔다.,
229년, 오의 손권이 황제를 칭하자, 유선은 진진을 위위로 삼고 손권의 즉위를 축하하게 했다. 이때 제갈량은 제갈근에게 글을 보내어, 진진을 칭찬하며 진진이 오와 촉 양국의 우호관계를 유지시킨 것을 말했다.
진진은 무창에서 손권과 함께 맹약하고, 서주, 예주, 유주, 청주는 오나라에, 병주, 양주, 기주, 연주는 촉나라에 귀속시키고, 사주 땅은 함곡관을 경계로 천하를 나누었다. 진진은 돌아와 성양정후로 봉해졌다.
오나라로 떠나기 전, 제갈량에게 이평(이엄)은 믿을 수 없는 자라고 말했었다. 훗날 이평이 제갈량을 모함하고 헐뜯다가 면직되었을 때, 제갈량은 진진의 말을 떠올려 장완과 동윤에게 편지를 보냈다.
건흥 13년(235년) 세상을 떠났으며, 아들 진제가 후사를 이었다.

## 《삼국지연의》에서의 진진
《삼국지연의》에서는 원소의 부하로써 등장한다. 유비가 관우와 떨어졌을때는 두 사람 사이의 연락망이 되어 주었으며, 그 후 원소의 명을 받고 손책과 교섭하여 조조를 같이 치자고 설득하나, 손책은 곧 급사했다.
유비가 조조에게 패하여 하북으로 달아나 원소에 의지할 때, 유비를 감시하는 임무를 맡지만 유비의 기품에 감동하여 적극 도와준다.
유비와 친구를 맺기도 하며, 조조 밑에 있던 관우에게 유비가 살아있다고 밀서를 보낸 자도 진진이다. 그 후 유비를 기주에서 형주로 빼내어 준다.
제갈량의 《출사표》에는 곽유지, 비의, 장예, 장완 등과 함께 충의지사로 평해졌다.
229년 손권이 제위에 오르자 축하의 사자로 오를 방문하는 내용은 정사와 비슷하다.

## 인물평
진수는 “진진은 충직하고 삼가며, 늙어서도 오히려 도타움이 더했다.”라고 평했다. 제갈양은 위에서 언급한 제갈근에게 보내는 편지에서 진수의 평과 유사하게 진진을 칭찬했다.

## 친척 관계
- 진제(陳濟) (아들)

## 같이 보기
- 삼국지 인물 목록